# Свистач кубинський
Свистач кубинський (Dendrocygna arborea) — вид гусеподібних птахів родини качкових (Anatidae).

## Поширення та чисельність
Вид поширений на островах Вест-Індії. За оцінками МСОП (станом на 2016 рік) найбільша популяція знаходилась на Кубі (14000 птахів). Також гніздові популяції є на Багамах (1500 птахів), Кайманових островах (800—1200), Ямайці (500), Пуерто-Рико (100), Антигуа (500), Барбуді (50), Теркс і Кайкосі, Домініканській республіці, Гаїті. У 2008 році вперше виявлено гніздування на Гваделупі. Бродячі особини спостерігались на інших островах Антильського архіпелагу та на Бермудах.

## Опис
Найбільший представник роду. Тіло завдовжки 48-58 см. У нього досить довгий дзьоб, голова і ноги. Горло світле, лице — світло-коричневе. Верх голови, спина, груди та крила варіюють від темно-коричневого до чорного. Черево білого кольору з численними чорними плямами. Дзьоб чорний.

## Спосіб життя
Птах живе в лісових болотах і мангрових лісах. Багато часу проводить на деревах. Активний вночі. Живиться рослинною їжею. Гніздо будує у дуплах дерев, на гілках між заростями бромелій або наземлі між чагарниками. У гнізді 10-16 яєць.